# Бранков мост
Бранков мост, раније познат и као Мост братства и јединства, званично Мост преко Саве у продужетку Бранкове улице је 450 м дугачак мост у Београду, који повезује општину Стари град, односно центар Београда са Новим Београдом преко реке Саве. Изграђен је 1956. године на стубовима Мост краља Александра из 1934. године, који је порушен у Другом светском рату и тако је поново је повезао Београд и Земун као једини мост на аутопуту у то време.
После неколико званичних и незваничних назива, садашњи назив остао је иза Бранкове улице, која се из правца старог дела Београда простире ка мосту.

## Опште информације
Мост је званично пуштен у саобраћај 10. септембра 1956. године. Дугачак је 450 м, дневно га пређе скоро 90.000 возила, а саобраћајне гужве су честе. На десној односно источној обали, мост почиње код Савског пристаништа, изнад Карађорђеве улице, централне улице у насељу Савамала. Мост је продужетак Бранкове улице, која га дели од насеља Косанчићев венац на северу и Зелени венац на југу. Кроз Теразијски тунел, Бранкова га повезује директно са центром града. На левој односно западној обали мост продире на Нови Београд између насеља Старо сајмиште на југу и Ушће, на северу. Протеже се у Булевар Михајла Пупина који, пролазећи између пословног центра Ушће и хотела Хајат Риџенси Београд, га повезује са Новим Београдом.
Званични назив моста за време СФРЈ био је „Мост братства и јединства”, али тај назив никада није заживео. Грађани су га називали „Савски мост“, „Земунски мост“ и „мост у Бранковој улици“, јер је мост продужетак Бранкове улице, која носи име Бранка Радичевића, српског песника. Потоњи назив је колоквијално скраћен на Бранков мост и он је преовладао. Урбани мит је да је мост добио име по томе што је писац Бранко Ћопић извршио самоубиство скоком са моста 1984. године.
Званични, административни назив је „Мост преко Саве у продужетку Бранкове улице”.

## Историјат
Мост је изграђен 10. септембра 1956. године,  заменивши некадашњи Мост краља Александра који је отворен 16. децембра 1934. и дигнут у ваздух 1941. године. Мост заправо користи доње делове стубова некадашњег моста (које је Иван Мештровић украсио са два пара армираног бетона у српско-византијском стилу). Дугачак је 450 м, направљен као непрекидни челични кутијасти носач, са средишњим распоном од 261 м и бочним распонима од 81 м, сваки.
Иза оригиналног пројекта моста стоји немачка компанија МАН. Београдско предузеће Мостпројект реализовало је пројекат удвостручавања капацитета моста седамдесетих година. Руководилац пројектног тима био је Данило Драгојевић. Мостовска конструкција је уређена у копродукцији југословенских предузећа са фирмом МАН из тадашње СР Немачке у периоду 1953—1956. године. Носећа конструкција је пун континуални носач распона 75+261+75м, са коловозом на горњем појасу ширине 12м са две пешачке стазе по 3 м. На овом мосту први пут у СФРЈ је примењена савремена коловозна табла у виду ортотропне плоче, као и то да је овај мост са главним распоном од 261 м својевремено држао рекорд у свету за овакав континуални систем.
Петнаест година након пуштања у саобраћај, капацитет моста је процењен као недовољан, услед наглог развоја Београда на левој обали Саве, те је донета одлука о његовом проширењу. Разрађена је концепција реконструкције која би најмање ометала саобраћај током извођења радова. Постојећи (стари) мост са коловозом ширине 12 м и са две пешачке стазе ширине по 3 м, по демонтажи низводне пешачке стазе, реконструисан је за коловоз са три истосмерне траке укупне ширине 10,5 м, и остављена је узводна пешачка стаза ширине 2,8 м, а део ње је искоришћен за смештај канделабра за осветљење моста. Коловоз за други смер из правца Бранкове улице ширине 10,5 м са две заштитне траке од по 0,7 м и низводном пешачком стазом ширине 2,25 м, постављан је на новој мостовској конструкцији тако да лежишта средњих ослонаца користе постојеће фундаменте. Нова низводна конструкција је континуални носач преко три поља распона 81,5+261+81,5м. У попречном пресеку конструкција је сандучастог пресека.Мост у данашњем облику је завршен 1979. Пошто су радови завршени 1979. године, мост има двојну коловозну траку са по три траке у оба смера и заправо се састоји од две одвојене конструкције у сваком смеру. Пра конструкција направљена је 1956. године и званично ју је отворио Светозар Вукмановић Темпо. Седамдесетих година обим саобраћаја у Београду је нагло порастао, па је било нужно да се мосту дода један „близанац”. То је била грађевина која је расла паралелно са постојећим мостом, да би му на крају изградње била „привучена“ и на тај начин смо добили још три траке ове важне саобраћајнице.
У међуратном периоду трамваји су повезивали Београд са Земуном преко Моста краља Александра. Након Друго светског рата, педесетих година, општа идеја је била да тролејбуси преузму главну улогу у јавном превозу. Линија за Земун је отворена 1956. године и временом су формиране три линије преко моста: линија 14 (Зелени венац — Земун (Горњи град)) (која се сматрала наследницом предратне трамвајске пруге), линија 15 (Зелени венац — Земун (Нови град)) и линија 16 (Зелени венац — Нови Београд (Похорска)). Линије су затворене 1973. године. Међутим, од 2017. преко моста прелази преко 25 аутобуских линија јавног превоза.
Бициклистички лифт, који директно повезује шеталиште уз Саву и бициклистичку стазу преко моста, изграђена је 2004. године, по пројекту Милутина Геца.

### Реконструкција 2010-их
У лето 2013. лева пешачка и бициклистичка стаза почеле су да показују знаке пропадања. Убрзо је стаза била потпуно затворена. Градска власт Београда неколико година је игнорисала протесте грађана који су желели да се стаза поправи и поново отвори. Управа града Београда је тврдила да у буџету нема средстава и да се чини да се стаза не може једноставно поправити. Уместо тога, цела лева страна је морала да буде потпуно реновирана. У лето 2015. градоначелник Београда Синиша Мали најавио је да ће град решити проблем, али је тендер расписан у октобру 2016. и у новембру исте године је изабрано предузеће „Мостоградња“.[1]
Крајем фебруара 2017. потписан је уговор са Мостоградњом вредан 210 милиона динара. Мали је тврдио да је студија урађена 2014. године и да је показала да је ситуација гора него што се мислило. Међутим, Мали је у јуну 2017. најавио „припремне радове”. Рок је одређен на 260 дана од почетка „исправних“ радова. Поправка је почела почетком јула 2017. године, четири године након затварања стазе, а рок је скраћен на 180 дана, али га је градоначелник још више скратио, рекавши да ће бити завршен до октобра или новембра 2017. године.
Мали је најавио и да ће бити организоване три смене, те рекао да је град померио дозволу, али је после критика убрзана реконструкција. Мали је најавио нови рок, крај 2017. године. Упркос убрзању, до октобра је било очигледно да мост неће бити завршен до краја године. Истог месеца, градски менаџер Горан Весић најавио је да ће мост бити у потпуности завршен до краја марта 2018. године, односно првобитно планираних 9 месеци. На крају, све траке су отворене 9. фебруара 2018. године, а пешачко-бициклистичка стаза 31. маја 2018. године.

## Карактеристике
Декоративни елементи руског и југословенског архитекте Николаја Краснова на преосталим пилонима са Моста краља Александра преживели су оба бомбардовања, али су их нове власти уклониле шездесетих година 20. века. У јуну 2020. године најављено је да ће украсни грбови бити поново креирани на пилонима.
Мост је стекао неславну репутацију као мост самоубица. Сваке године око 40 људи покуша да изврши самоубиство скоком са Бранковог моста.

### Дом архитектуре
Градска управа града Београда је крајем 2010-их најавила планове да се зграда Шпанске куће, која се налази скоро испод моста на старој београдској страни, адаптира у Дом архитектуре. У 2019. години зграда је враћена власницима из периода пре Другог светског рата у процесу реституције, па је град одлучио да уместо ње користи масивни стуб моста. Унутар пилона је простор за изложбени простор и уметничке радионице на 400 м2 простора, на два нивоа.

### Полицијска гаража
Испод новобеоградске стране моста налази се отворена гаража за возила МУП-а. Паркинг се простире на површини од 3.000 м2 и углавном се користи за стара возила. У септембру 2019. године најављено је да ће простор бити адаптиран у Музеј аутомобила и Музеј Министарства унутрашњих послова, али се од те идеје ипак одустало.

## Галерија
- Мост у бојама заставе Србије
- Поглед на доњу конструкцију моста
- Поглед на мост и стубове од Моста краља Александра
- Трамвајска станица испод моста